# ملتمز (قره‌تاش)
ملتمز (به ترکی استانبولی: Meletmez) یک منطقهٔ مسکونی در ترکیه است که در قره‌تاش (شهر) واقع شده‌است.